# Starr (Automarke)
Starr war eine US-amerikanische Automarke.

## Markengeschichte
Für das herstellende Unternehmen ist keine Firmierung überliefert. Beteiligt waren Fred W. Starr, der vorher für White tätig war, und Al S. Johnson, ein früherer Verkäufer für Hupmobile, die sich um die Fabrik kümmerten, sowie B. J. Ferris, V. H. Moffatt und S. H. Ponthan, die das Büro leiteten. Sitz und Fabrik waren in Minneapolis in Minnesota. Im Herbst 1909 begann die Produktion von Automobilen. Der Markenname lautete Starr. Im Juli 1910 gab es Pläne, ein Werk in Downing in Wisconsin zu beziehen, die jedoch scheiterten. Noch 1910 endete die Produktion. Insgesamt entstanden sechs Fahrzeuge.

## Fahrzeuge
Zur Wahl standen zwei Modelle. Eines hatte einen Vierzylindermotor mit 101,6 mm Bohrung, 114,3 mm Hub, 3707 cm³ Hubraum und 24 PS Leistung. Das andere hatte einen Sechszylindermotor von der Brownell Motor Company. 88,9 mm Bohrung und 101,6 mm Hub ergaben 3784 cm³ Hubraum und 36 PS Leistung. Das Fahrgestell hatte 254 cm Radstand. Der einzige angebotene Aufbau war ein offener Zweisitzer, der mal als Runabout und mal als Roadster bezeichnet wurde. Der Neupreis betrug in Abhängigkeit vom Motor 1000 bzw. 1500 US-Dollar.